# Cosnes-et-Romain

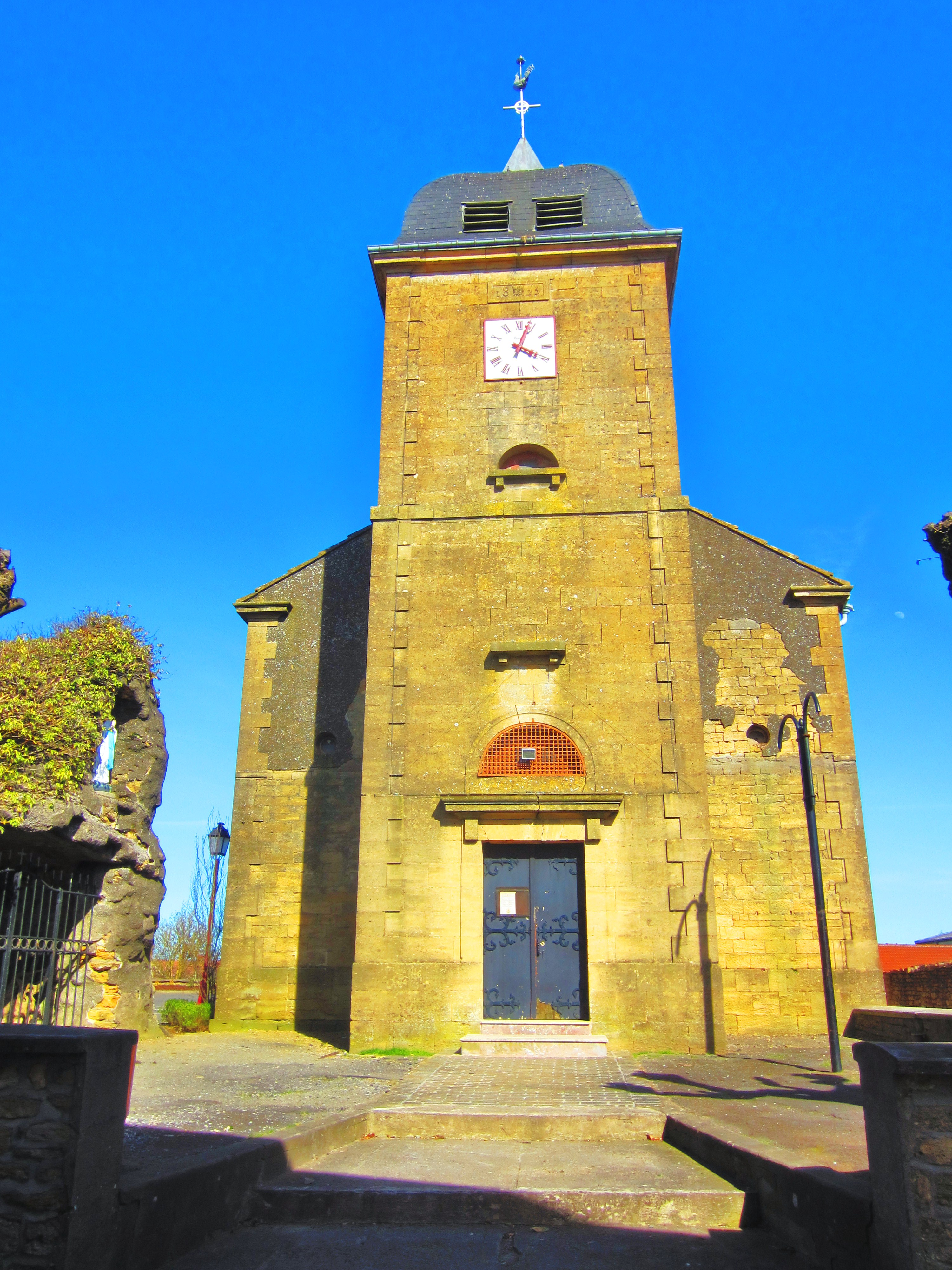
Kościół św. Marcina (2012)

Cosnes-et-Romain – miejscowość i gmina we Francji, w regionie Grand Est, w departamencie Meurthe i Mozela.
Według danych na rok 1990 gminę zamieszkiwały 2053 osoby, a gęstość zaludnienia wynosiła 126 osób/km² (wśród 2335 gmin Lotaryngii Cosnes-et-Romain plasuje się na 209. miejscu pod względem liczby ludności, natomiast pod względem powierzchni na miejscu 294.).

## Populacja

Populacja Cosnes-et-Romain w latach 1962–2008